# Maronitas en el Líbano
Los maronitas en Líbano son uno de los dieciocho grupos religiosos que habitan en Líbano. Según algunas fuentes, son cerca del 22% del total nacional y junto con los musulmanes chiitas (27%) y los musulmanes sunitas  (27%) conforman las confesiones de mayor peso demográfico en el país. Pero estos datos son solo cálculos, pues Líbano no cuenta con un censo oficial desde el último realizado por el gobierno francés en 1932.
Como resultado del Pacto Nacional Libanés de 1943, las cifras demográficas no se reflejan en la repartición de los cargos de representación popular. Por eso la Presidencia corresponde a un ciudadano maronita puesto que hasta la fecha ocupa Michel Aoun; el cargo de primer ministro lo ocupa un musulmán sunita y el de presidente del Parlamento corresponde a un musulmán chiita.

## Distribución geográfica dentro del Líbano

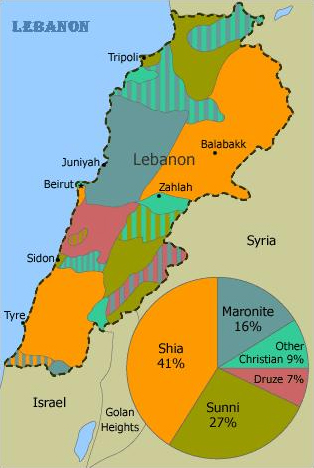
Distribución de las grupos religiosos en Líbano en 1991, GlobalSecurity.org

Libaneses cristianos maronitas se concentran en el norte de Beirut, parte norte de la gobernación del Monte Líbano, parte sur de la gobernación Norte, partes de la gobernación de Becá y la gobernación Sur.

## Demografía
El último censo en el Líbano en 1932, puso a los números de los maronitas en el 29% de la población (227.800 de 791.700). Un estudio realizado por el Agencia Central de Inteligencia (CIA) en 1985 puso a los números de los maronitas en el 16% de la población (356.000 de 2.228.000).
Libaneses cristianos maronitas  constituye el 21% de la población del Líbano de aproximadamente 4,3 millones, lo que significa que la cantidad de 903,000 a partir de 2012.